# Emmerson Mnangagwa
Emmerson Dambudzo Mnangagwa (Shabani, 15 settembre 1942) è un politico zimbabwese, Presidente dello Zimbabwe dal 24 novembre 2017.
In precedenza era stato vice Presidente dello Zimbabwe dal 2014 al 6 novembre 2017.

## Biografia
Mnangagwa è nato a Shabani (oggi chiamata Zvishavane) nell'allora Rhodesia Meridionale il 15 settembre 1942. Fu uno dei protagonisti della prima fase della Guerra civile in Rhodesia, distinguendosi particolarmente per aver fatto saltare in aria un treno merci nel 1964. Per tale atto di sabotaggio fu arrestato e condannato a morte, pena che gli venne commutata in dieci anni di carcere in considerazione della sua giovane età. Liberato, cominciò a partecipare alla vita politica del nuovo stato, del quale divenne ministro della sicurezza dello Stato dal 1980 al 1988, fu poi ministro della giustizia dal 1988 al 2000. Divenuto speaker del Parlamento dal 2000 al 2005, fu poi ministro dell'edilizia rurale dal 2005 al 2009, ministro della difesa dal 2009 al 2013, e di nuovo ministro della giustizia dal 2013 al 2017.
Mnangagwa, nel corso degli anni, è diventato uno dei più potenti leader del partito ZANU-PF, essendo stato segretario amministrativo (2000-2004) e segretario per gli affari legali (dal 2004) del partito al potere: ciò lo collocava tra i candidati alla successione del Presidente della Repubblica. Ha quindi accumulato la carica ministeriale con quella di vicepresidente della Repubblica, posizione che lo ha però portato in collisione con la moglie del presidente in carica, Grace Mugabe; è stato infine licenziato nel novembre 2017 da Robert Mugabe per "carenza di rispetto, slealtà, inganno ed inaffidabilità" e costretto alle dimissioni il 6 novembre 2017.
Dopo avere abbandonato il Paese, ha spinto per ottenere le dimissioni di Mugabe in seguito al colpo di Stato dell'esercito contro Mugabe del 15 novembre 2017; il 19 novembre ha sostituito Mugabe (espulso dal partito e in seguito dimessosi da presidente) come capo dello ZANU-PF, ed è tornato in patria il 22 novembre.
Mnangagwa è stato confermato presidente nelle elezioni del 2018, con il 50,4% dei voti.